# Věž Fortea
Věž Fortea, španělsky torreón de Fortea, je malá středověká věž v mudejarském stylu v Zaragoze. Je příkladem zachovalé maurské civilní architektury 15. století. V současné době patří městu.
Hranolová věž má kamenné základy a cihlové zdi. V druhém patře jsou gotická okna sdružená po dvojici a oddělená sloupkem. Věž je zakončena horní galerií s obloukovými okny. V 16. století byla přistavěna rezidenční část budovy. Od roku 1982 probíhala rekonstrukce věže do její původní podoby.
V roce 1991 koupila objekt městská rada a je využíván ke kulturním a sociálním účelům.
Roku 1972 byla prohlášena španělskou kulturní památkou.